# Бинарная операция
Бина́рная, или двуме́стная, опера́ция (от лат. bi «два») — математическая операция, принимающая два аргумента и возвращающая один результат (то есть операция с арностью два).

## Определение
Пусть {\displaystyle A,\;B,\;C} — тройка непустых множеств. Бинарной операцией, или бинарной функцией, на паре {\displaystyle A,\;B} со значениями в {\displaystyle C} называется отображение {\displaystyle P:A\times B\to C}.
Пусть {\displaystyle A} — непустое множество. Бинарной операцией на множестве {\displaystyle A}, или внутренней бинарной операцией, называют отображение {\displaystyle P:A\times A\to A}.
Первое определение соответствует франкоязычной традиции, второе — англоязычной. Чаще всего рассматриваются именно внутренние бинарные операции.
Также имеется близкое понятие закона композиции, объединяющее внутренние бинарные операции {\displaystyle P:A\times A\to A} (внутренние законы композиции) с бинарными операциями вида {\displaystyle P:A\times B\to A} или {\displaystyle P:B\times A\to A} (внешними законами композиции).

## Замечание
Бинарную операцию принято обозначать знаком действия, который ставится между операндами (инфиксная форма записи). Например, для произвольной бинарной операции {\displaystyle \circ } результат её применения к двум элементам {\displaystyle x} и {\displaystyle y} записывается в виде {\displaystyle x\circ y}.
При этом, однако, используются другие формы записи бинарных операций, а именно:
- префиксная (польская запись) — {\displaystyle \circ \,x\;y};
- постфиксная (обратная польская запись) — {\displaystyle x\;y\,\circ }.

## Типы бинарных операций

### Коммутативная операция
Бинарная операция {\displaystyle \circ } называется коммутативной, только когда её результат не зависит от перестановки операндов, то есть
{\displaystyle x\circ y=y\circ x,\quad \forall x,\;y\in M.}

### Ассоциативная операция
Бинарная операция {\displaystyle \circ } называется ассоциативной, только когда
{\displaystyle (x\circ y)\circ z=x\circ (y\circ z),\quad \forall x,\;y,\;z\in M.}
Для ассоциативной операции {\displaystyle \circ } результат вычисления {\displaystyle x_{1}\circ x_{2}\circ \ldots \circ x_{n}} не зависит от порядка вычисления (расстановки скобок), и потому позволяется опускать скобки в записи. Для неассоциативной операции выражение {\displaystyle x_{1}\circ x_{2}\circ \ldots \circ x_{n}} при {\displaystyle n>2} однозначно не определено.
Существует также более слабое, чем ассоциативность, свойство: альтернативность.

## Примеры
Примерами бинарных операций могут служить сложение, умножение и вычитание на поле вещественных чисел. Сложение и умножение чисел являются коммутативными и ассоциативными операциями, а вычитание — нет.

## Записи

### Мультипликативная запись
Если абстрактную бинарную операцию на {\displaystyle M} называют умноже́нием, то её результат для элементов {\displaystyle x,\;y\in M} называют их произведе́нием и обозначают {\displaystyle x\cdot y} или {\displaystyle xy}. В этом случае нейтральный элемент {\displaystyle e\in M}, то есть элемент, удовлетворяющий равенствам
{\displaystyle x\cdot e=e\cdot x=x,\quad \forall x\in M,}
называется едини́чным элеме́нтом относительно выбранной бинарной операции.

### Аддитивная запись
Если бинарную операцию называют сложе́нием, то образ пары элементов {\displaystyle x,\;y\in M} называют су́ммой и обозначают {\displaystyle x+y}. Обычно, если бинарную операцию называют сложением, то она предполагается коммутативной. Нейтральный элемент в аддитивной записи обозначают символом 0, называют нулевы́м элеме́нтом и пишут
{\displaystyle x+0=0+x=x,\quad \forall x\in M.}

## Обратная операция
Если операция обладает биективностью, то у неё существуют обратные операции. Для бинарной операции может быть до двух обратных операций (левая и правая), в случае коммутативной операции — они совпадают.
Теорема 1
Для любой бинарной операции существует не более одного нейтрального элемента, то есть два любых нейтральных элемента на самом деле оказываются совпадающими.
Пусть имеется два нейтральных элемента {\displaystyle e_{1}} и {\displaystyle e_{2}}. По определению нейтрального элемента, для любого элемента {\displaystyle x} должно выполняться:
{\displaystyle e_{1}\circ x=x\circ e_{1}=x,}
{\displaystyle e_{2}\circ x=x\circ e_{2}=x.}
Положим в первом из этих равенств {\displaystyle x=e_{2}}, а во втором {\displaystyle x=e_{1}}:
{\displaystyle e_{1}\circ e_{2}=e_{2}\circ e_{1}=e_{2},}
{\displaystyle e_{2}\circ e_{1}=e_{1}\circ e_{2}=e_{1}.}
Так как левые части этих равенств (после перестановки) равны, то равны и правые:
{\displaystyle e_{1}=e_{2}.}■
Теорема 2
Если бинарная операция ассоциативна, то для каждого элемента существует не более одного обратного.
Предположим, что у некоторого элемента {\displaystyle a} есть два обратных элемента {\displaystyle b_{1}} и {\displaystyle b_{2}}.
По определению обратного элемента должны выполняться следующие равенства:
{\displaystyle a\circ b_{1}=b_{1}\circ a=e,}
{\displaystyle a\circ b_{2}=b_{2}\circ a=e.}
Рассмотрим выражение {\displaystyle b_{1}\circ \left(a\circ b_{2}\right)}. Так как {\displaystyle b_{2}} является обратным элементом к {\displaystyle a}, то имеет место следующее равенство
{\displaystyle b_{1}\circ \left(a\circ b_{2}\right)=b_{1}\circ e=b_{1}}.
С другой стороны, так как операция является ассоциативной, то
{\displaystyle b_{1}\circ \left(a\circ b_{2}\right)=\left(b_{1}\circ a\right)\circ b_{2}=e\circ b_{2}=b_{2}.}
Левые части последних двух равенств равны, — значит, равны и правые, то есть {\displaystyle b_{1}=b_{2}}, что и требовалось доказать.
■